# Johannes Wortmann
Johannes Wortmann  (* 13. November 1844 in Ronsdorf; † 10. November 1920 in Düsseldorf) war ein deutscher Landschaftsmaler der Düsseldorfer Schule.

## Leben
Wortmann studierte Malerei an der Kunstakademie Düsseldorf. In den Jahren 1869 bis 1871 war er dort ein Schüler der Landschafterklasse von Oswald Achenbach. Mit seinem Malerfreund Hans Peter Feddersen unternahm er 1870 eine Studienfahrt nach Rügen. In den 1870er Jahren war er Lehrer von Hugo Darnaut. 1889 wohnte er in der Düsseldorfer Viktoriastraße 13.